# Genres de science-fiction
Cette page répertorie les différents sous-genres de la science-fiction.
La science-fiction n'est-elle pas un genre en soi ? C'est ce que suggère cette définition issue d'une ancienne encyclopédie « Focus » : « Genre où l'auteur donne libre cours à son imagination en s'appuyant sur les progrès de la science et sur ses possibilités de découvertes ».
Il existe un grand nombre de genres et de sous-genres de la science-fiction, qui se confondent et s'articulent entre des thématiques, des modes opératoires, des supports de diffusion et enfin des écoles par nationalité des auteurs,,,,.

## Les modes opératoires
Ce sont les manières de concevoir la science-fiction, ce qui touche plus la forme que le fond. L'on pourrait schématiquement définir un pôle technique voire scientifique, un pôle plus proche du roman d'aventure, un pôle philosophique et sociologique, un pôle proche du merveilleux qui marque la limite avec le fantastique et l'heroic fantasy, un pôle fait d'humour et de sarcasme appelé science-fiction humoristique pouvant aller jusqu'à la parodie (exemple : le film La Folle Histoire de l'espace de Mel Brooks). À la fin du XXe siècle, une nouvelle manière d'écrire la science fiction est apparue, mélangeant une sensibilité politique aiguë, un sens du détail, voire du sordide, collés a des éléments tirés de dystopies ou d'utopies, des personnages ordinaires et des anti-héros perdus dans des univers qu'ils ne maîtrisent pas. Ce mode opératoire se voit affublé du suffixe -punk précédé de la thématique abordée.

### La «hard science fiction»
La hard science-fiction (dite aussi hard SF, SF dure, ou hard science) est un genre de la science-fiction où les technologies décrites, l'état de la société, voire l'évolution historique, ne sont pas en contradiction avec l'état des connaissances scientifiques au moment de la publication. Il s'agit en quelque sorte du pendant littéraire des sciences spéculatives.
La hard SF est caractérisée par un intérêt pour les détails scientifiques et techniques. La plupart du temps, les auteurs de hard SF donnent la préférence à l'exploration de phénomènes astronomiques ou physiques plutôt qu'à la psychologie des personnages. Cependant, les découvertes récentes de la neurobiologie ont permis à des auteurs comme Greg Egan d'ouvrir la psychologie aux conjectures scientifiques. De la même manière, Donald Kingsbury, par exemple, se prête à des expérimentations dans le domaine des sciences sociales avec Parade nuptiale, et des auteurs tels que Kim Stanley Robinson et sa Trilogie de Mars, associent à la fois la prospective dans les domaines technologiques avec les spéculations sur l'évolution de la structure sociale et politique des sociétés humaines lorsqu'elles iront coloniser l'espace.
Ce genre est de fait très ancien ; dans la mythologie grecque, l'évasion d'Icare grâce à des ailes fabriquées par son père et ingénieur Dédale en représente le premier exemple. Certains romans d'Anticipation écrits au XIXe siècle en sont des exemples plus aboutis ; Jules Verne est alors souvent cité comme le père de la « Hard SF ». Ses romans De la Terre à la Lune et Autour de la Lune ancrent définitivement le genre grâce à la minutie de l'auteur pour les détails techniques. Edwin Abbott, mathématicien du XIXe siècle est un autre père fondateur du genre ; son livre Flatland, conçu au départ comme un essai de vulgarisation mathématique, devient dès 1884 un livre culte, régulièrement réédité depuis.

### La «fiction spéculative»
La fiction spéculative (Speculative fiction), appelée aussi roman d'hypothèse, s'occupe davantage de thèmes philosophiques, psychologiques, politiques ou sociétaux. L'aspect technique, les évolutions technologiques ne sont pas au centre de l'histoire et constituent plutôt un cadre pour l'action.
Durant l'Âge d'or de la science-fiction, les tensions sociétales internes (entre sous-groupes sociaux d'une même société, entre hommes et femmes, entre jeunes et vieux, entre personnes donnant à voir différentes teintes de peau, entre personnes d'origine immigrée ou native d'un territoire, entre communautarisme religieux et sectaire) et externes (entre pays pauvres et pays riches, entre capitalisme et communiste) s'exacerbent. La guerre froide et la décolonisation forment la partie émergée de l'iceberg, mais ces tensions prennent d'autres formes tels que le maccarthysme, le mouvement hippie, le mouvement antiségrégationniste, le mouvement féministe aux États-Unis, etc. La fiction spéculative permet d'aborder des thèmes très clivants socialement parlant, en y mettant la distance de l'espace et du temps. Le lecteur ne se rend même pas compte des sous-entendus en rapport avec les conflits sociétaux actuels et accède à un espace de possibles qu'il n'aurait sans doute pas accepté si les termes en avaient été posés ici et maintenant. Le roman La servante écarlate (1985) de Margaret Atwood est un exemple de ce type de science-fiction.
Dans son Cycle des robots, Isaac Asimov dénonce la haine d'une partie de l'humanité envers les robots et y répond de manière universelle par la notion de conscience. N'est-ce pas la meilleure réponse à de nombreuses questions ? En introduisant par ailleurs les trois « lois de la robotique », il pose le débat du progrès scientifique et de l'éthique. Frank Herbert offre un exemple de la « soft SF » avec sa série Dune où son univers est technologiquement avancé, mais où la société est revenue à une structure féodale (techno-féodalisme) ; le rôle de la classe dominante, les questions de responsabilité et d'éthique sont une des facettes importantes de la série. Aldous Huxley dans Le Meilleur des mondes (Brave New World, 1931), George Orwell dans 1984 (publié en 1949), John Brunner dans Tous à Zanzibar (Stand on Zanzibar, 1968), Andrew Niccol dans son film Bienvenue à Gattaca (Gattaca, 1997) : nombreux sont les auteurs et réalisateurs à poser des questions d'éthique et de société.
La fiction spéculative explore donc souvent les réactions des sociétés et des individus aux problèmes posés par un phénomène naturel ou des développements technologiques, mais la technologie n'y est pas une fin en soi, elle est seulement un moyen pour accéder à une fin possible.

### Le genre «punk»

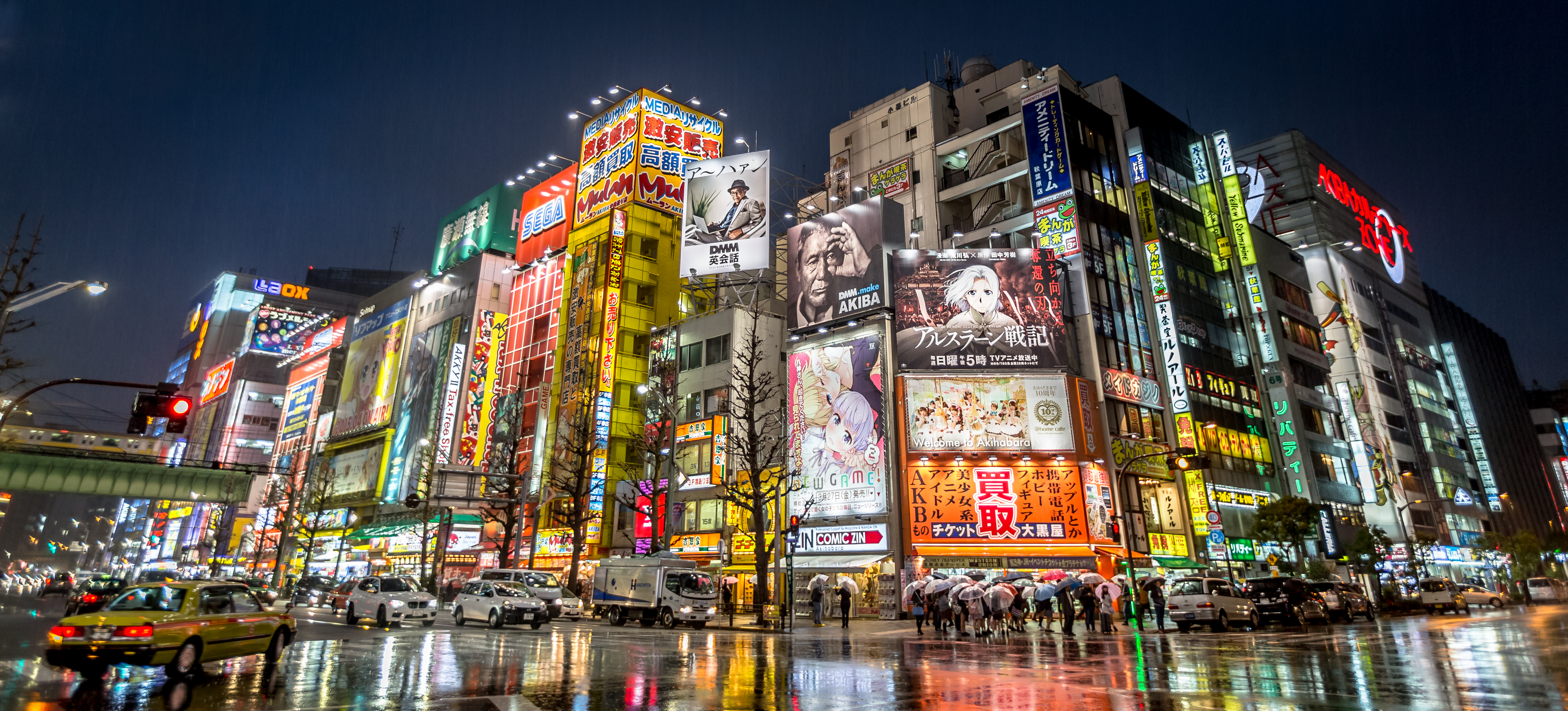
Le genre cyberpunk, s'associe à un esthétique futuriste ancrée dans une société à la publicité intrusive et à un aspect très peu clinquant.

Le suffixe -punk est utilisé pour la première fois par Bruce Bethke dans une nouvelle intitulée Cyberpunk écrite en 1980 et publiée en 1983 dans le magazine de science-fiction américain Amazing Stories, au sujet d’un groupe de hackers adolescents qui passaient leurs journées à s’introduire par effraction dans des systèmes informatiques. Le genre cyberpunk se constitue avec la parution du roman Neuromancien de William Gibson, qui dépeint l'humanité plongée dans le chaos social à la suite d'un progrès technique et/ou politico-économique néfaste. Le préfixe cyber- signifie « cybernétique » et renvoie à l'amélioration des performances humaines en remplaçant des organes par des appareils robotisés, et le suffixe -punk renvoie à une société violente et décadente. Le genre se complète rapidement avec le postcyberpunk et le biopunk. Dans la plupart de ces œuvres, on retrouve une ou plusieurs des trois hypothèses suivantes :
* l'idée d'une société où les États n'ont plus de pouvoir et où la vie des gens n'est plus régie que par des multinationales qui fournissent emploi, sécurité sociale, protection et logement ; ce contexte est l'occasion d'affrontements (guerre économique, espionnage industriel, mais aussi attaques armées) entre multinationales, avec tentatives d'infiltration et d'exfiltration ;
* l'idée d'une manipulation du vivant, plus particulièrement d'un croisement entre l'homme et la machine (clonage, greffe d'organes artificiels plus performants, puces implantées sous la peau ou dans le cerveau, etc.) ;
* l'idée d'une extrapolation du « virtuel » : on peut se brancher le cerveau sur la « Matrice » (réseau mondial d'ordinateurs, équivalent d'Internet imaginé par les auteurs de cyberpunk dès les années 1980) au moyen d'une console, etc. Un des auteurs français les plus pertinents dans ce domaine est Jean-Marc Ligny avec sa série Cyberkiller Inner City.
Les interrogations sur l'existence des mondes virtuels sont antérieurs à l'avènement du genre cyberpunk. Ce mouvement nait dès 1964 sous la plume de Daniel F. Galouye avec son roman Simulacron 3 d'où Rainer Werner Fassbinder tire un téléfilm en 1973 intitulé Le Monde sur le fil. L'auteur reprend en la rationalisant l’hypothèse que la réalité n'est pas réelle, comme par exemple dans Le Congrès de futurologie (roman) de Stanislas Lem ou Le Temps désarticulé de Philip K. Dick.
Le genre « punk » connait alors un développement considérable et anarchique, en explorant notamment les thématiques de l'uchronie et du rétrofuturisme. Plus personne ne sait très bien de quoi il retourne. Le suffixe -punk s'attache à de nombreuses thématiques en asseyant leur notoriété — des exemples en sont le « Sharkpunk » et le seapunk —),.

## Les thématiques

### L'espace
Le vol spatialSans doute le plus ancien genre de SF que l'on retrouve depuis la Grèce antique. Le genre s'est modifié au cours du temps ; au Moyen Âge et à la Renaissance, il devient un mode critique permettant de mettre en avant les théories héliocentriques ; au siècle des Lumières, il était un prétexte à la critique sociale — comme le Micromégas de Voltaire — ; et lors de la révolution industrielle, il se transforme en une véritable ingénierie du voyage spatial — par exemple avec De la Terre à la Lune, de Jules Verne —, pour aboutir au XXe siècle au space opera et à la colonisation de l'espace. Le genre semble en déclin depuis la fin de la conquête spatiale.
La vie extra-terrestreComplémentaire du genre précédent, le genre s'est modifié au cours du temps. Longtemps fantaisiste, parfois poétique envisageant des modes de vie cristalline — comme dans Les Xipéhuz —, gazeuse ou à l'intérieur même des étoiles, le genre est complètement revu après la découverte de l'ADN en 1953, envisageant depuis cette date des créatures souvent très proches de l'être humain. Le genre est illustré de manière remarquable dans la série télévisée X-Files.
Le planet operaCe registre de la science-fiction se focalise sur le contexte social, politique ou religieux d'un monde planétaire lointain. On présente souvent Jack Vance comme un spécialiste du genre.
Le space operaLe space opera met en scène des aventures épiques dans l'espace intersidéral colonisé, dont les archétypes sont la saga Cycle du Fulgur d'Edward Elmer Smith, La Légion de l'espace de Jack Williamson ou encore le cycle cinématographique Star Wars. Évidemment, de nombreux Space Operas sont aussi des Planet Operas, comme le Cycle de Dune, où la planète éponyme est le théâtre principal d'un récit où interviennent les milliers d'autres mondes d'un empire galactique.
Les univers parallèlesIssu des extrapolations scientifiques de la fin du XIXe siècle et du début du XXe siècle à la suite de la vulgarisation des théories physiques de mécanique quantique et des mathématiques dimensionnelles, ce thème est utilisé tout d'abord en lien avec le thème du vol spatial pour dépasser la théorie de la relativité restreinte démontrant l'impossibilité pour une masse de dépasser la vitesse de la lumière. Par la suite, ce genre s'est diversifié et se mélange avec le genre des voyages dans le temps — exemple du film Retour vers le futur 2 — ou de la fantasy — exemple dans À la croisée des mondes de Philip Pullman. Le film Coherence (2013) se situe dans un genre plus ancré dans le réel, faisant intervenir le problème de la mesure quantique.

### Le temps
Le voyage dans le temps Le voyage dans le temps est composé de voyages vers le futur ou le passé (avec ou sans paradoxes temporels) ; le précurseur en est H. G. Wells et son roman La Machine à explorer le temps, édité en 1895. À noter une évolution récente du genre où coexistent voyage dans le temps et univers parallèles — avec en exemple le film Primer.
L'uchronieL'uchronie est une variation sur le thème du temps, mais il n'y a pas de voyages vers le futur ou le passé. Il y a simplement des histoires à partir d'un « s'il s'était passé ceci » entrainant une modification du futur à partir d'un moment passé, moment répondant à l'hypothèse de départ (et si Napoléon avait gagné la bataille de Waterloo, etc.). Citons par exemple Rêves de gloire de Roland C. Wagner ou Le Maître du Haut Château de Philip K. Dick.

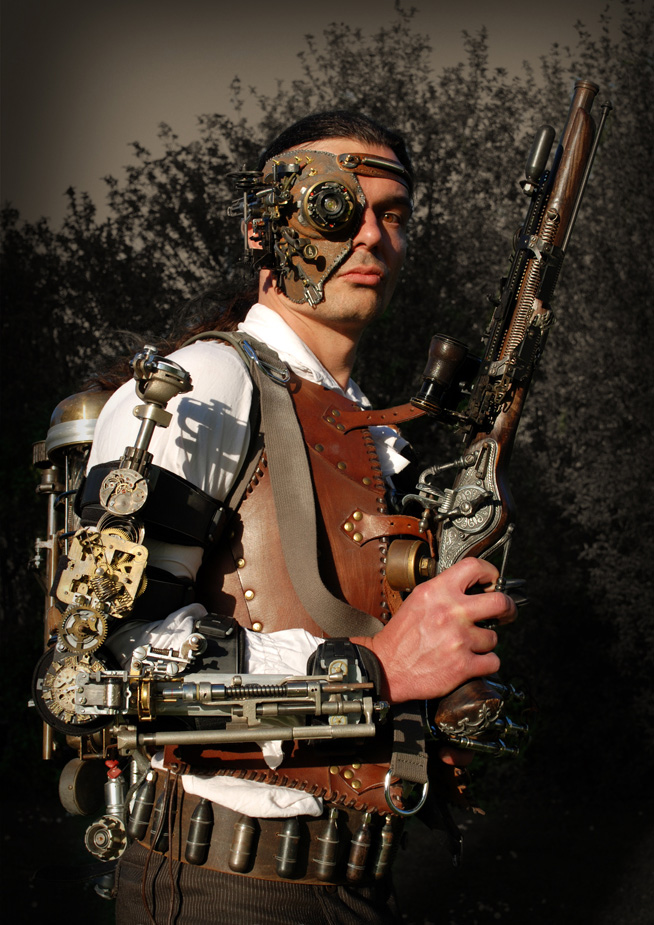
Esthétique typiquement rétrofuturiste steampunk voire clockpunk

Le RétrofuturismeLe rétrofuturisme est souvent en rapport avec le genre uchronie. Comment le futur pourrait s'imaginer comme extrapolation d'un passé qui resterait figé dans le temps ? Ainsi, la période de la révolution industrielle au 19e siècle, basée sur l'énergie de la vapeur d'eau, amène naturellement au genre steampunk, science-fiction baroque, souvent teintée de fantastique, faisant intervenir une technologie à base de machines à vapeur, inspirée de Jules Verne ou H. G. Wells. Un exemple peut être la bande dessinée La Ligue des gentlemen extraordinaires, scénarisée par Alan Moore et dessinée par Kevin O’Neill. Mais toutes les périodes de l'histoire peuvent servir de soubassement à un certain type de rétrofuturisme : le Clockpunk présente comme soubassement les engrenages et les ressorts d'une époque en droite ligne avec la Renaissance, à l'instar du roman L'Automate de Nuremberg de Thomas Day ou du CG anime Arcane ; le Dieselpunk situe l'action dans les années 1940, comme dans Capitaine Sky et le monde de demain ; l'Atompunk s'inspire des années 1960 (exemple : hello tomorrow!). Enfin, un rétrofuturisme lié aux années 1990 commence également à émerger, notamment avec la mini-série Maniac.
L'Anticipation (fiction)Le terme « anticipation » est souvent utilisé pour désigner la science-fiction dans sa globalité, mais sa signification textuelle est de désigner des fictions, aussi bien du domaine des romans d'hypothèse que du domaine de la hard-science-fiction, qui se passent dans un futur plus ou moins proche et qui explorent un thème prenant ses racines dans le présent. Un exemple en est Aqua (TM) de Jean-Marc Ligny.

### La société
Utopie, contre-utopie (dystopie) et monde perduGenre ancien permettant de décrire une société future, passée ou cachée selon une approche sociologique philosophique voire par le biais d'un roman d'aventure. Les plus célèbres de ces romans sont Aldous Huxley dans Le Meilleur des mondes (Brave New World, 1931), George Orwell dans 1984 (publié en 1949), Le Monde perdu (Arthur Conan Doyle). Exemples de romans plus récents dans le genre de l'utopie : Globalia de Jean-Christophe Rufin.
Exemple de film : les fils de l'homme.
La science-fiction militaireL'armée y tient une place importante voire capitale. Les principaux représentants, par exemple, sont : Robert Heinlein avec Étoiles, garde-à-vous ! (adapté au cinéma sous le nom Starship Troopers), la série littéraire Honor Harrington, ou la série télévisée Stargate SG-1.
La religion (Liste des idées religieuses en science fiction (en)) et la mythologieEntre science-fiction sociologique et merveilleux, voire magie (surnaturel) et occultisme, la SF interroge sur la place de la religion dans les sociétés futures ou passées, peut aller jusqu'au rationalisme scientifique des grands mythes religieux, se mélange avec les thèmes de voyage dans le temps et dans l'espace. Des exemples en sont : Pierre Barbet, L'Empire du Baphomet ; H. P. Lovecraft, L'Affaire Charles Dexter Ward).
Les fins du monde, la science-fiction post-apocalyptique (ou post-apo), la climate fictionDécrit la survie ou la fin de l'humanité après un évènement cataclysmique ayant rasé la civilisation (exemple : Je suis une légende de Richard Matheson, La Mort de la Terre de J.-H. Rosny aîné. Ce genre connait un engouement important depuis l'invention de la bombe thermonucléaire dite bombe « H » en raison de l'identification projective vis-à-vis de l'apocalypse nucléaire à la suite d'une Guerre nucléaire. Le genre est actuellement en plein renouvellement en raison d'une nouvelle menace qui plane sur l'humanité : le Réchauffement climatique. C'est surtout aux États-Unis depuis les années 2010 qu'il y a engouement pour ce nouveau genre dénommé climate fiction dont voici un exemple de nouvelle : « Collègue toxique ».

### L'homme
L'homme modifié ou extrapolé est lui aussi un thème très ancien, il est retrouvé des histoires sur des hommes vivants fait de pierre ou de terre depuis au moins l'époque gréco-romaine.
Les mutantsSouvent surhomme avec des Super-pouvoir mais pas toujours, d'origine naturelle suivant les théories darwinniennes de l'évolution où artificielle, tels des OGM ou encore à la suite d'un rayonnement. Un auteur français a excellé sur ce thème B. R. Bruss L'Apparition des surhommes et n'oublions pas issu de l'âge d'or de la science fiction À la poursuite des Slans de A. E. van Vogt.
Le transhumanisme, le cyborgSi le cyberpunk et le biopunk explore en apparence ce thème par le biais de ses conséquences sociétales, cette thématique est aussi celle le d'individu subissant, espérant une amélioration en rapport avec les avancées de la science et des techniques. Citons Homme-plus de Frederik Pohl, ou encore Upgrade (film, 2018).
Les robotsLe grand maître en est incontestablement Isaac Asimov avec sa saga où il inventait les trois lois de la robotique mais n'oublions pas toujours issu de l'âge d'or Les Humanoïdes de Jack Williamson.

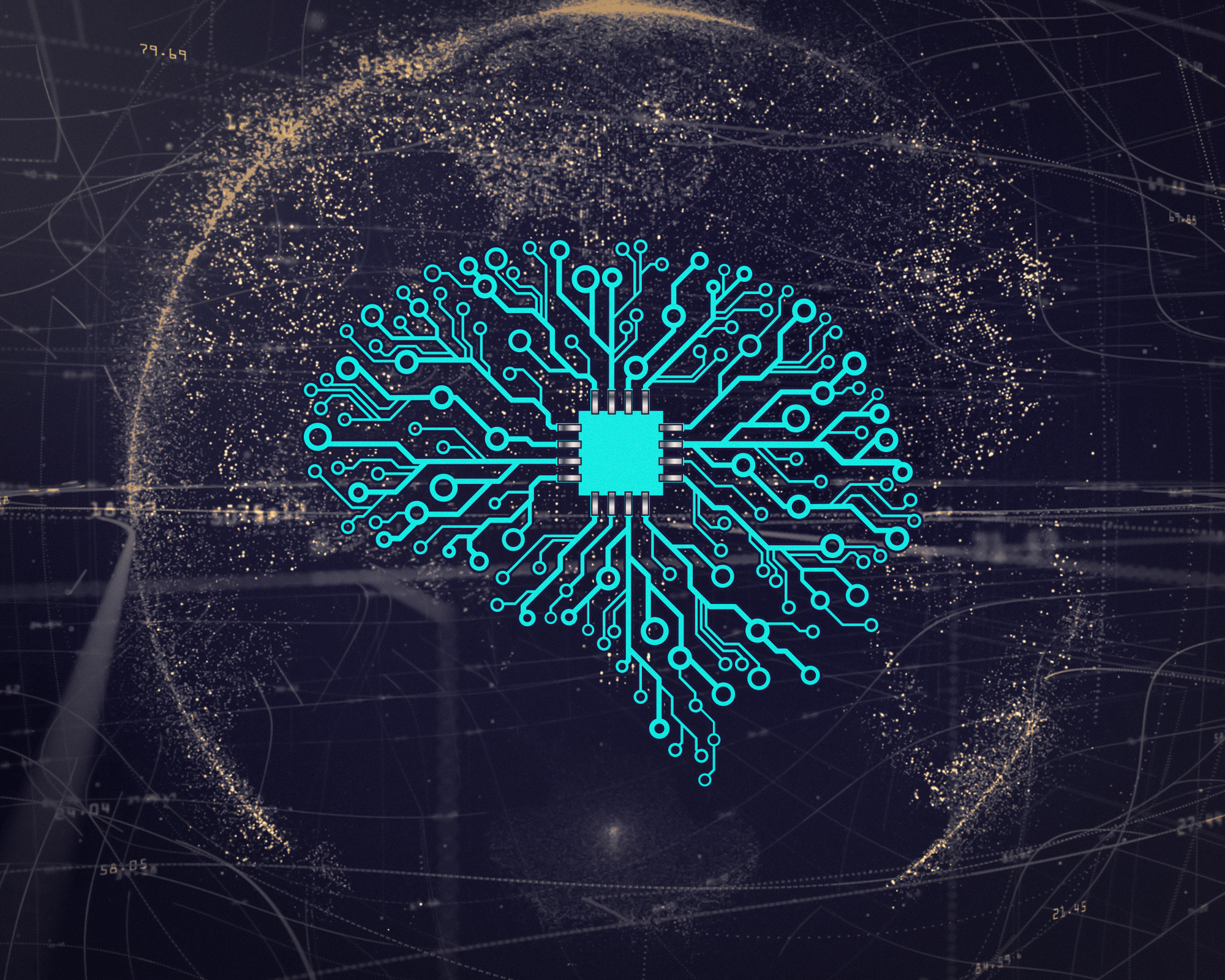
L'intelligence artificielle est un thème touchant de nombreuses dimensions de la SF : anticipation, sociologie de l'homme, immortalité, religion, robots, exploration de l'espace, etc.

L'intelligence artificielleÀ différencier du thème des robots, le support physique étant secondaire dans l'histoire par rapport au processus de mentalisation ainsi que les fonctions cognitives mises en œuvre. La première expérience de science-fiction dans ce domaine n'est pas une œuvre de littérature mais une supercherie s’apparentant à un spectacle de magie : le Turc mécanique. C'est au moment où l'informatique commence à se développer, au moment de la seconde guerre mondiale, que ce thème apparait dans la littérature avec A. E. van Vogt et sa saga Le Monde des non-A ; en France citons de Michel Jeury avec La Machine du pouvoir. Ces premières intelligences artificielles (IA, pour « artificial intelligence ») étaient contenues dans d'immenses batisses, possédaient des capteurs un peu partout et demeuraient plutôt bienveillantes vis-à-vis de l'humanité. Un changement de paradigme brutal se produit avec la sortie en 1968 du film 2001, l'Odyssée de l'espace, celui-ci fixant un nouveau rapport entre l’humanité et l’IA dénommée HAL 9000 – le roman 2001 : L'Odyssée de l'espace a été écrit en parallèle par Arthur C. Clarke. L'IA apparaissait dans la nudité d’un œil rouge vous fixant où que vous soyez, prête à nuire pour des motifs obscurs mais sans doute en rapport avec une conscience prétentieuse de sa propre supériorité. D'autres œuvres cinématographiques sur ce thème sont : Terminator, Tau, Person of interest, Oblivion, la série télévisée Westworld, Ex machina.
L'Immortalité et le ressuscitéLa science-fiction est un reflet des aspirations humaines et, à ce titre, elle cherche une explication, pas toujours rationnelle, au plus grand défi de l'homme : sa propre mort. Du Frankenstein de Mary Shelley à Jack Barron et l'Éternité de Norman Spinrad, ce thème est souvent en filigrane dans toute la littérature de SF.

### Les inclassables
La Science-fiction humoristiqueGenre à part entière, lui aussi très ancien, prétexte à une critique de la société du moment sur un mode pseudo-logique jouant souvent sur les codes pseudo-scientifiques de la SF. On y rangera Micromégas de Voltaire (XVIIIe siècle), H2G2 de Douglas Adams (d'abord sous forme de feuilleton radiophonique, en 1978), Méchasme de John Thomas Sladek, La dimension des miracles (en) de Robert Sheckley, de nombreux écrits de Fredric Brown et, au cinéma, la série Men in Black).
Les limites du genre, le mélange des genresLe mélange des genres est en pleine expansion en ce début du XXIe siècle, vraisemblablement à la suite d'un épuisement progressif des thématiques traditionnelles en rapport avec l’abondance et la redondance de la littérature qui leur est consacrée. Le mélange des genres consiste à introduire des éléments de science-fiction dans un scénario en provenance d’un autre genre ou, inversement, d’introduire des éléments en provenance d’un autre genre dans un scénario typique de science-fiction. Les principaux genres concernés sont les suivants : la fantasy donnant naissance au genre Science fantasy — exemple Robert Sheckley, Roger Zelazny avec la série Le concours du millénaire ; le genre policier — exemple Roland Wagner avec Les Futurs Mystères de Paris ; la littérature ou le cinéma d'horreur — exemple Alien ; la romance — exemple des films Her et Zoe ; le genre fiction pour adolescent — exemple la série de films Hunger Games.

## Écoles par langue
Il existe une véritable spécificité de genre par nationalité, sans doute parce que la SF suit les aspirations, les courants historiques et sociologiques de chacune des sociétés dans laquelle elle est conçue.

### Anglais
La langue anglaise domine largement l'ensemble de la SF par son poids dans la culture mondiale pendant l'ensemble du XXe siècle. Elle couvre un très grand ensemble d'auteurs talentueux et diversifiés réalisant le défrichage méthodique de l'ensemble des thématiques de la SF. À noter l'importance de la nouvelle, en raison du mode de publication principal pendant très longtemps : le pulp (magazine à bas coût). Durant la période allant de 1910 à 1970, les auteurs anglo-saxons ont été salués comme composant l'âge d'or de la science-fiction. Parmi toute cette foisonnante école anglo-saxonne, l'un des premiers auteurs que l'on peut qualifier d'auteur de SF est le romancier Edgar Rice Burroughs, avec son personnage John Carter. Un autre romancier américain préfigurant la science-fiction dans ses œuvres est Edgar Allan Poe.
catégorie « Science-fiction aux États-Unis »
catégorie « Roman de science-fiction britannique »
catégorie « Film de science-fiction britannique »

### Français
L'école française est très diversifiée, notamment par le développement des thématiques et des conséquences sociologiques et psychologiques des personnages. En France, les auteurs de SF peuvent également être des auteurs de littérature générale et cela depuis plusieurs siècles. L'on peut sans peine y retrouver un « goût français » très reconnaissable. Des exemples sont : Michel Jeury (Le Temps incertain) et B. R. Bruss (Et la planète sauta...) ; parmi les bandes dessinées, des œuvres importantes sont par exemple la série L'Incal de Jean Giraud (Moebius) et Alejandro Jodorowsky, la série Aldébaran de Léo, ou La Trilogie Nikopol d'Enki Bilal.

### Russe
La SF russe dépeint souvent un univers à la Kafka. Durant l'ère soviétique, de nombreux auteurs de science-fiction contournaient la censure en utilisant la distanciation qu'autorise ce genre. Parmi les œuvres représentatives, citons le roman Stalker (1972) des frères Strougatski, qui fera l'objet d'une adaptation libre en film par Andreï Tarkovski (Stalker, 1979).
catégorie « Roman de science-fiction russe »
catégorie « Film de science-fiction russe »

### Polonais
L'écrivain polonais le plus connu est Stanislas Lem, auteur du roman Solaris (1961).

### Allemand
Après le traumatisme de la tragédie historique de la Seconde Guerre mondiale, la SF allemande a pour point de départ une tradition utopiste — avec, par exemple, Franz Werfel et L'étoile de ceux qui ne sont pas nés — et mute brutalement en une littérature sombre principalement post-apocalyptique où l'écologie et l'environnement de l'homme jouent les rôles principaux — un exemple en est Herbert W. Franke avec Zone zéro. La série Perry Rhodan, copiée du modèle anglo-saxon, est également notable.

### Italien
L'école italienne semble baroque et touche-à-tout dans un esprit libre plutôt satirique et sans trop d'attache avec l'école anglo-saxonne. Un exemple en est Italo Calvino avec Le Vicomte pourfendu.

### Japonais
La SF japonaise se développe durant toute la seconde moitié du XXe siècle, notamment à travers les mangas. Des oeuvres majeures en sont Akira, de Katsuhiro Ōtomo, Gunnm de Yukito Kishiro, et Ghost in the Shell, de Masamune Shirow.